# Чубукин, Сергей Владимирович
Сергей Владимирович Чубукин (род. 4 февраля 1963, город Алексеевка, Белгородская область) — российский поэт, журналист, издатель, инициатор культурных проектов, предприниматель.

## Биография
В 1965-82 гг. жил в Курске По окончании средней школы работал звукооператором на местном телецентре. В 1982-88 учился на факультете журналистики Ленинградского Государственного Университета, посещал ЛИТО под руководством Виктора Сосноры и вечера Клуб-81, писал стихи и прозу (под псевдонимом Джек Сальников), общался с В.Кривулиным, Д. Григорьевым, Е. Кушнером, В. Назаровым, О. Павловским, Б. Пузыно, посещал Клуб-81 и участвовал в квартирных чтениях.
Помимо стихов и прозы, занимался исследованием творчества предшественников. Так вместе с В.Назаровым опубликовал материалы о И. Бахтереве («Последний из Обэриу»
В 1987-89 выпускал в Курске машинописный литературный журнал «Остров Борнгольм», авторами которого были в основном ленинградские и московские прозаики, поэты, публицисты. В 1988-90 работал в курской молодежной газете «Молодая гвардия», где вел литературную страницу, был редактором журнала «Курский соловей».
В 1990 вернулся в Ленинград. С 1991 по 2016 издавал целый ряд коммерческих и информационных журналов и газет. Выступал продюсером детского сериала "Пуаро из 5-го «Б».
Был инициатором и членом редколлегии пятитомной антологии «Собрание сочинений. Антология современной поэзии Санкт-Петербурга», создателем и составителем аудиосборника петербургских поэтов, вошедшего в проект СПА «Современная поэзия в авторском исполнении».

## Предпринимательская деятельность
с 1991 по 2020 год:
Рекламно-информационное агентство «ВлаС» (совместно с Владимиром Хусидом) — издание газет и справочников: «Человек и Здоровье», «Другие новости», «Охрана и безопасность», «Издатель-коммерсант», приложения к каталогам выставок «Ленэкспо».
Северославянское бюро рекламы, соучредитель. Рекламно-издательская деятельность. Издание журналов и газет: «Строительство и городское хозяйство в Санкт-Петербурге», «Промышленно-строительное обозрение», «Экспо-новости», «Экспо-панорама», «Автобанк».
Гирудологический центр, учредитель.
Модный дом «Фиорезе Манелли», учредитель.
«Издательские системы Европы», учредитель. Издание журнала «Петербургские жених и невеста», газеты «Питерский микрорайон». Организация более 50 свадебных выставок «В центре свадебных скидок».

## Творчество и отзывы
Автор двух книг стихотворений «Колесо» и «Возвращение Камбока», публикаций в журналах и альманахах,. .
«Читая тексты Чубукина, — пишет Дмитрий Григорьев, — можно вспомнить, например, построенную на парадоксах живопись Рене Магритта, где странное сочетание хорошо знакомых нам вещей сбивает с толку, заставляет взглянуть на мир другими глазами. Как и Магритт, Чубукин не дает разгадок, возможны лишь пояснения. Автор ставит перед собой глобальную задачу дать иные, отличные от обыденных, представления о существующем».
Вадим Назаров так отзывается о стихах Чубукина «Чубукин хотел побеждать нокаутом на первой же строке. Ему было скучно вести бой с читателем на редких метафорах». По мнению проф. Б. В. Аверина «Природа для Сергея Чубукина не материя, а свет и дух, воплощающийся в искусстве»